# 249 Ilse
A 249 Ilse a Naprendszer kisbolygóövében található aszteroida. Christian Heinrich Friedrich Peters fedezte fel 1885. augusztus 16-án.